# Frederick Chapman Robbins
Frederick Chapman Robbins (Auburn, 25 agosto 1916 – Cleveland, 4 agosto 2003) è stato un medico e biologo statunitense, premio Nobel per la medicina nel 1954, insieme a John Franklin Enders e Thomas Huckle Weller, per aver coltivato in vitro il virus della poliomielite.